# 夢の美術館
『夢の美術館』（ゆめのびじゅつかん）は、NHKにおいて、1998年から2011年にかけて年末から年始にかけて放映された特別番組である。「衛星放送でしかできない番組を」および「長時間の見応えのある美術番組を」というコンセプトのもと、1つのテーマを1日がかりで紹介する番組で、第11回までは毎回のテーマのベスト100選を発表する形で放送された。初回放送は、第2回までがNHK衛星第2テレビジョン（BS2）において、それ以降はNHKデジタル衛星ハイビジョン（BShi）において、それぞれ放映された。

## 各回テーマ一覧
- 第1回：西洋名画ベスト100（1998年11月3日放送）「ご存じ名画中の名画を徹底解剖」、「名画の故郷」、「ヨーロッパ美術紀行」、「史上初！２大美術館の美の競演」、「ヨーロッパ美の源流と未来」の5部構成。[2][3]
- 第2回：日本の美100選（1999年11月3日放送）第1部「感動！これぞ日本の美」、第2部「美しき日本への旅」、第3部「中継　京都・奈良　美の競演！２都物語」、第4部「美の心を知る　近代編・上級編」。[4][5]
- 第3回：20世紀アート100選（2001年1月3日放送）▽一挙に見せますピカソからポップアートまで、▽今世紀最高傑作登場、▽便器も芸術か、▽目からウロコの現代美術入門、▽世界三大美術館、▽ＮＹ発・爆破アート、などのコーナーで構成。[6][7]
- 第4回：イタリア美術100選（2001年12月22日放送）▽古代ローマからルネサンスまでの名作、▽魅惑のイタリア美術紀行、▽フィレンツェ・ウフィツィ美術館から中継、▽バロックから近現代までの名作、などのコーナーで構成。[8][9]
- 第5回：国宝100選（2002年12月15日放送）▽日本美術のベストオブベストを一挙紹介、▽人間国宝がスタジオに、▽特選・国宝の旅、▽天才アラーキー仏像に挑戦、▽平等院極楽浄土、▽世界に誇る日本美、▽日光東照宮ワンダーランド、▽対決！日本美術ＶＳ西洋美術、などのコーナーで構成。[10][11][12][13]
- 第6回：印象派の時代100選（2003年12月14日放送）▽ゴッホ、ルノワールなど巨匠の名画ずらり、▽パリ・ロンドン・スイス　美の旅、▽ロートレックが愛した料理、▽倉敷と上野２元生中継、▽闘将星野仙一　ナポレオンを語る、▽ヌード革命、などのコーナーで構成。[14][15]
- 第7回：ルーヴル名宝100選（2004年12月23日放送）▽第1部“これぞルーヴル！傑作中の傑作大集合”、▽第2部“ルーヴルの旅・名作の故郷を訪ねて”、▽第3部“王たちの夢の城・華麗なるコレクション物語”。[16][17]
- 第8回：うるわしのアジア仏の美100選（2005年12月10日・11日放送）▽エメラルド仏、▽チベット秘仏、▽天才運慶vs快慶、▽奈良観音巡り、▽インドの聖地、▽古代仏師・驚異の技、▽モンゴルのダビンチ、▽韓国ほほえみの仏像、▽バーミアン再生への祈り、▽新潟被災地見守る木彫り仏、などのコーナーで構成。[18][19][20][21][22]
- 第9回：世界の至宝・工芸100選（2007年1月28日放送）▽第1部　これぞ工芸の美だ！、▽第2部　王侯貴族が愛した至宝、▽第3部　東西交流 工芸の道、▽第4部　和のこころとかたち。[23][24]
- 第10回：世界の名建築100選（2008年1月27日放送）▽桂離宮やベルサイユ…歴史に残る名作登場！、▽中尾彬が訪ねる奇想迷宮、▽アンガールズお堂巡り、▽千住明がフランスの教会に感動、▽中国の不思議な集合住宅、▽日光東照宮の謎、▽豪華！ヨーロッパ宮殿の競演、▽天守閣に魅せられて！坂東三津五郎、▽島田雅彦・ロシア探訪、▽日本の美・木組みの極致、▽将軍様も４畳半、▽20世紀・建築家の挑戦、▽目指せ世界一のビル、などのコーナーで構成。[25][26]
- 第11回：江戸の名画100選（2009年1月2日放送）「百花繚乱！金屏風から水墨画まで」「大胆鮮烈！庶民の浮世絵」「個性炸裂！奇想の絵」の３部構成。[27]
- 第12回：魅惑の国スペイン　美の旅１万年（2010年1月3日放送）ピカソ、ガウディ、ベラスケス、ゴヤ。スペインは度々、世界の美の頂点を究めてきた。それは一体なぜなのか？太古の壁画から現代美術まで１万年を旅しながら秘密を探る。[28]
- 第13回：圧巻！黄金のイタリア芸術（2011年1月3日放送）古代ローマ黄金の巨大建築から現代のジュエリーまで、美の国イタリアの華麗なる黄金の芸術をたどる。[29]